# Capberton
|  | Aquest article tracta sobre el municipi francès. Vegeu-ne altres significats a «Illa del Cap Bretó». |

Cap Berton (en francès Capbreton) és un municipi francès situat al departament de les Landes i a la regió de la Nova Aquitània.

## Demografia
| 1962                                       | 1968  | 1975  | 1982  | 1990  | 1999  | 2007  |
| ------------------------------------------ | ----- | ----- | ----- | ----- | ----- | ----- |
| 3.688                                      | 3.937 | 4.263 | 4.456 | 5.089 | 6.642 | 7.652 |
| Des de 1962: població sense dobles comptes |       |       |       |       |       |       |

## Administració
| Període   | Identitat           | Partit |
| --------- | ------------------- | ------ |
| 1947-1965 | Bernard Lesgourgues |        |
| 1965-1971 | Bernard Lesgourgues |        |
| 1971-1989 | Roger Cales         |        |
| 1989-     | Jean-Pierre Dufau   | PS     |

## Història
Capbreton és un antic port pesquer, amb una flota bacallanera que arribava fins a Terranova. Actualment és una estació balneària i port esportiu del litoral atlàntic, al costat d'Hossegor.
L'1 de desembre de 2007 va ser notícia per l'assassinat de dos guàrdies civils per part de membres del grup armat ETA que es va produir a l'aparcament d'una cafeteria d'aquesta localitat.
Antigament el nom del municipi era Cap-Breton, nom que no té res a veure amb els bretons, sinó que sembla que sigui una cacofonia de cape bertou o capeberton (atestats el 1170) i d'aquí hagi donat el nom actual.

## Galeria d'imatges

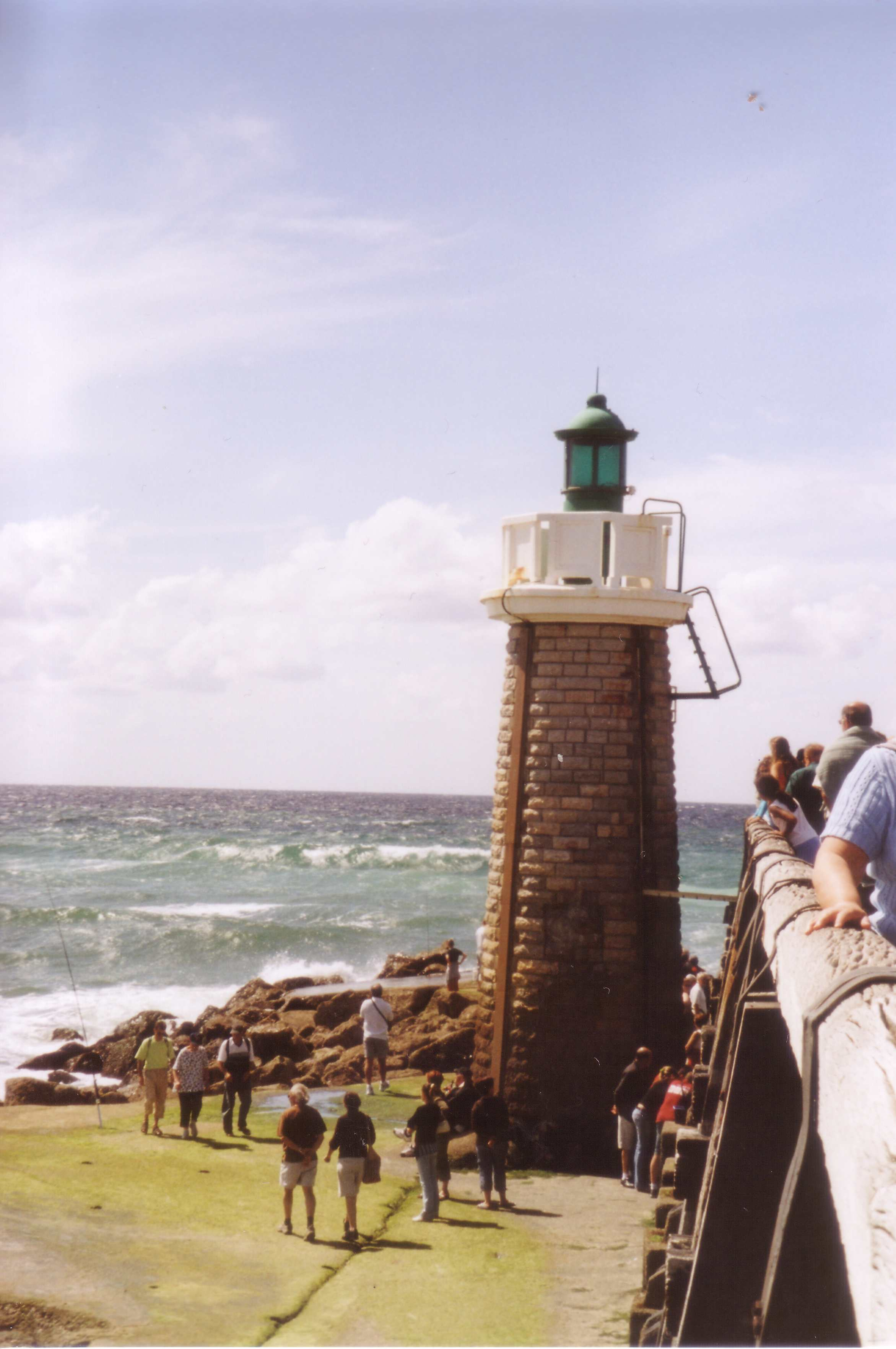
Far de Capbreton
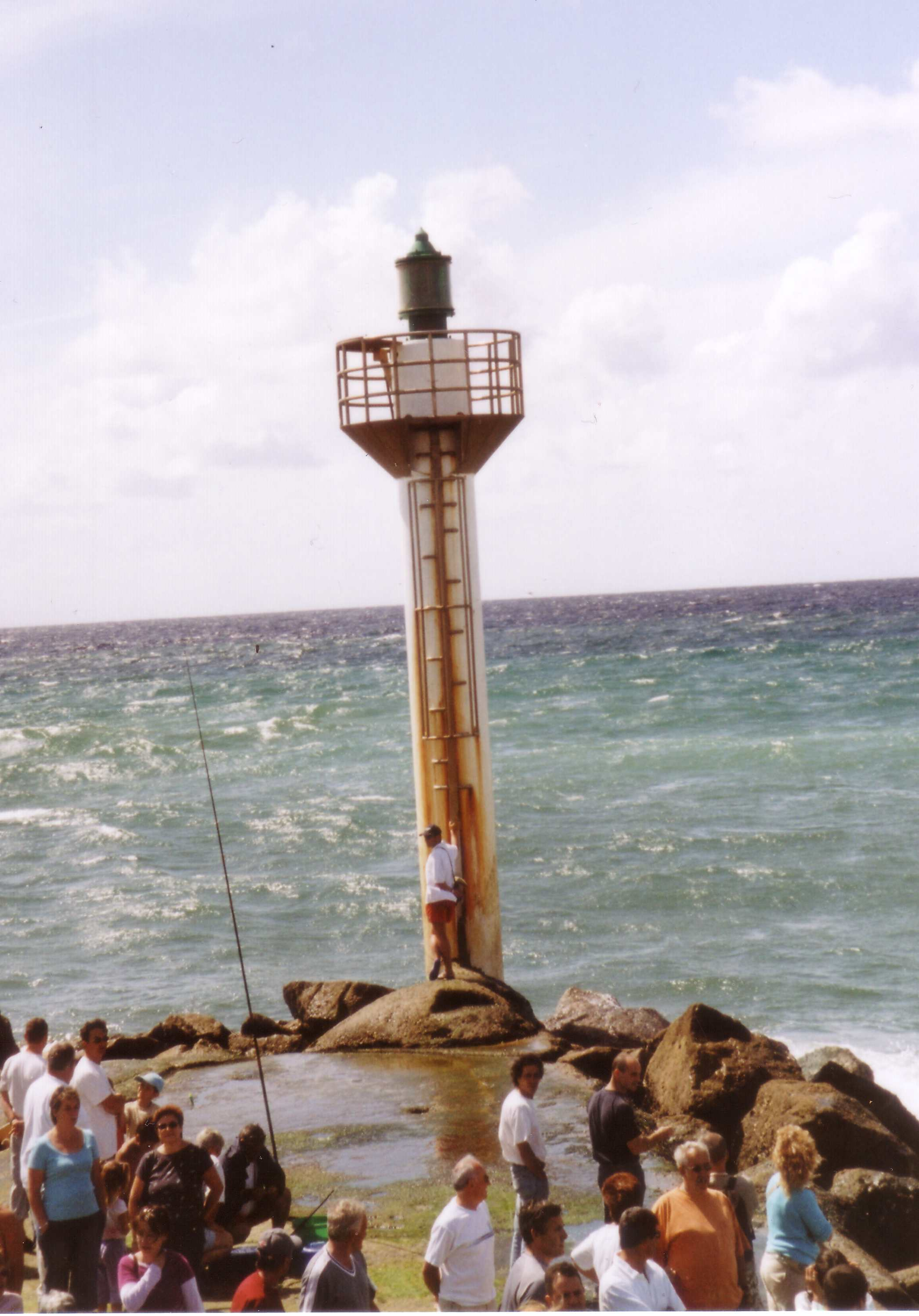
La llanterna
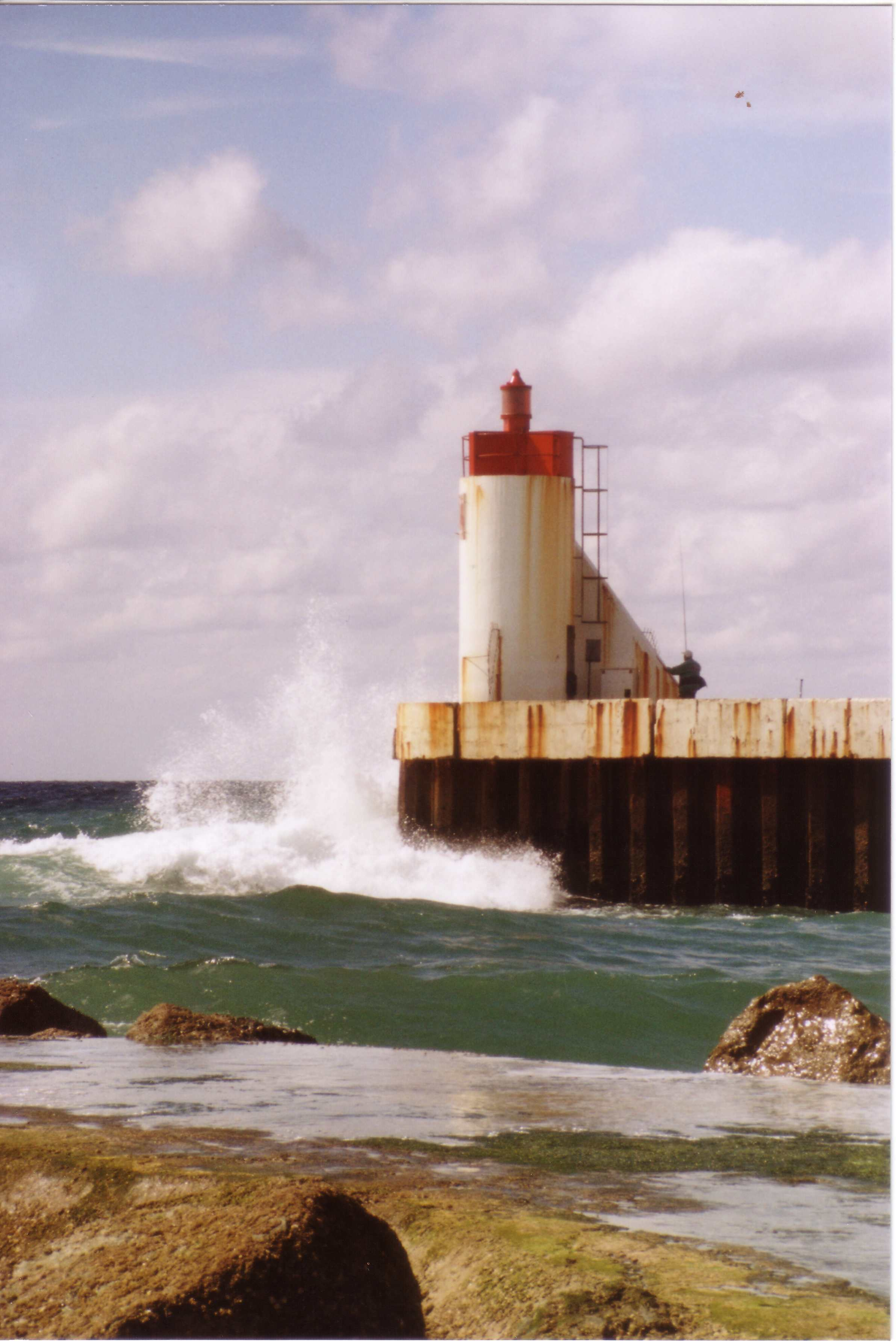
Far de Capbreton
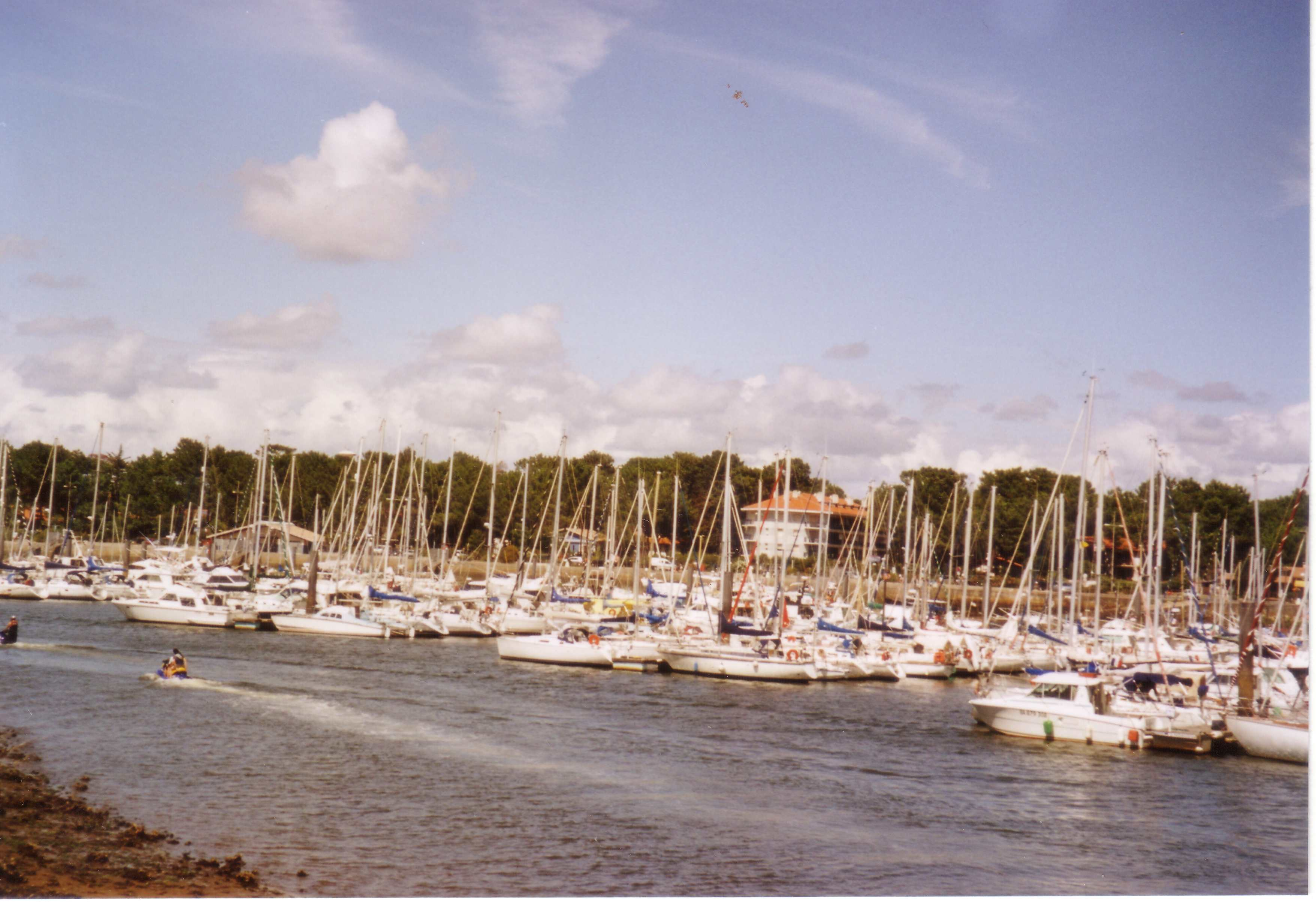
El port esportiu
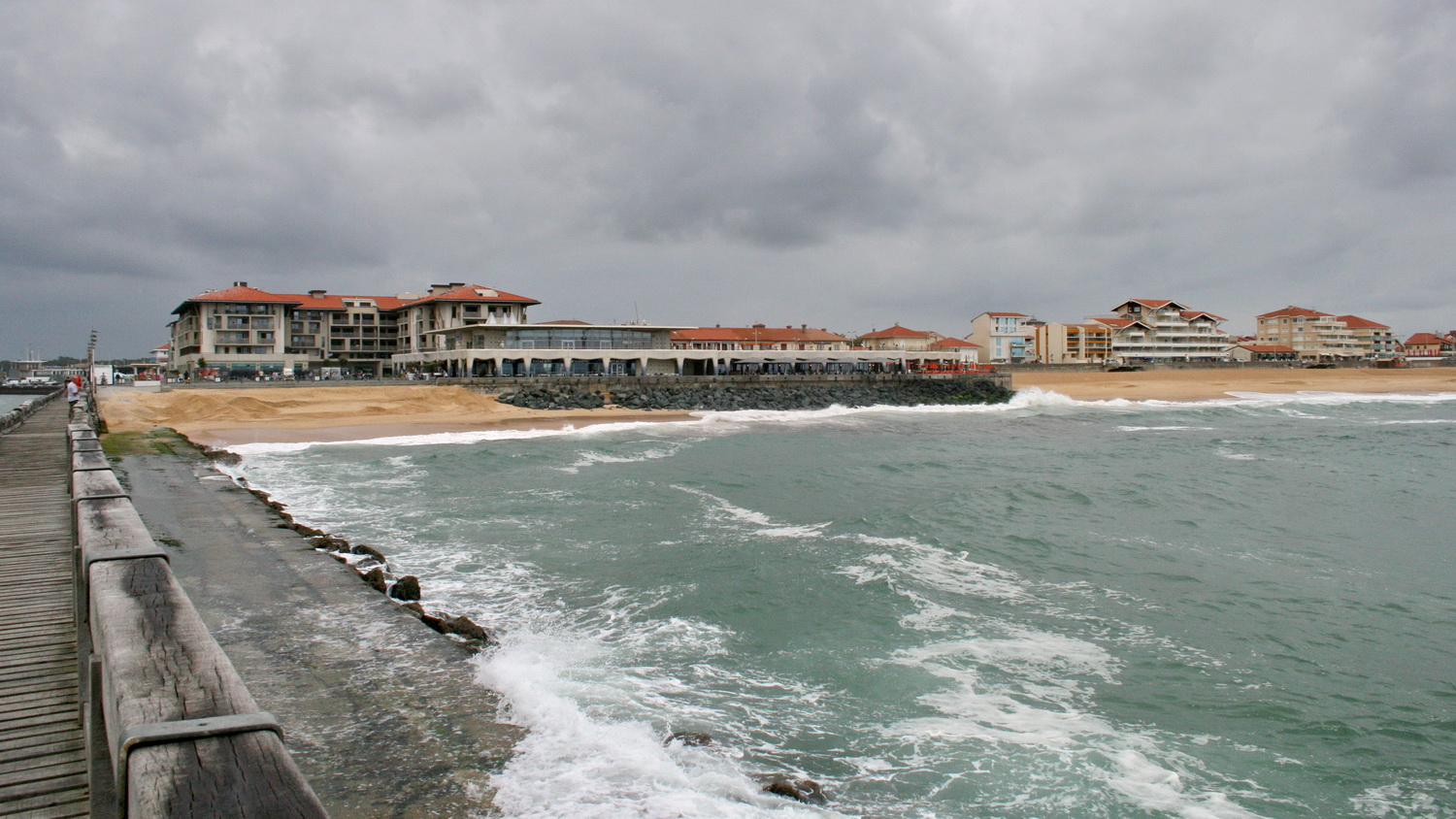